# Smogus
Smogus é uma banda holandesa de Explocore, formada em 1995 por amigos de escola. Durante a gravação do primeiro álbum (Everybody's Fucked up twice), eles conheceram Arno e Wiebe, o que os transformou num sexteto. Em 2005, lançaram um álbum ao vivo e acústico.